# Laj Čching-te
Laj Čching-te (čínsky: 賴清德, chan-ju pchin-jin: Lài Qīngdé, tchung-jung pinyin: Lài Cing-dé, Wade-Giles: Lai4 Ch’ing1-te2, ču-jin fu-chao: ㄌㄞˋ ㄑㄧㄥ ㄉㄜˊ; * 6. října 1959, Nová Tchaj-pej), také známý jako William Laj, je tchajwanský politik a bývalý lékař, který v současnosti od 20. května 2024 působí jako 8. prezident Tchaj-wanu. Je třetím členem Demokratické pokrokové strany (DPP), který se ujal úřadu prezidenta, a také třetím úřadujícím viceprezidentem Tchaj-wanu, který se stal dalším prezidentem, a prvním z nich, který se úřadu ujal prostřednictvím volby místo okamžitého nástupnictví po smrti předchozího prezidenta. Od roku 2023 také působí jako předseda DPP.
Laj se narodil do dělnické rodiny v okrese Tchaj-pej. Vystudoval rehabilitaci a veřejné zdraví na univerzitách v Tchaj-peji a v roce 2003 získal magisterský titul na Harvardově univerzitě. Po působení ve funkci předsedy Národní asociace pro podporu lékařů, kandidoval v roce 1996 ve volbách do Legislativního dvora a získal křeslo zastupující město Tchaj-nan. Poté, co byl čtyřikrát po sobě znovuzvolen do Legislativního dvora, kandidoval v roce 2010 na starostu Tchaj-nanu. Laj vyhrál a následně sedm let sloužil jako starosta. V září 2017 prezidentka Cchaj Jing-wen oznámila, že Laj nahradí odcházejícího premiéra Lin Čchüana. Mezi lety 2020 až 2024 působil jako viceprezident.
Dne 24. listopadu 2018 oznámil svůj úmysl odstoupit z premiérského úřadu poté, co Demokratická pokroková strana (DPP) utrpěla velkou porážku v místních volbách, a dne 14. ledna 2019 po složení přísahy svého nástupce Su Čen-čchanga úřad opustil. Laj vyzval Cchaj v prezidentských primárkách Demokratické progresivní strany v roce 2019 a po porážce sloužil jako její kandidát na viceprezidenta v prezidentských volbách na Tchaj-wanu v roce 2020, ve kterých zvítězili. V dubnu 2023 byl Demokratickou pokrokovou stranou nominován na prezidenta a v roce 2024 byl zvolen 40,05 % hlasů.
Sám sebe popisuje jako „pragmatického zastánce tchajwanské nezávislosti“ a upřednostňuje zachování současného statutu quo, pokud jde o politický status Tchaj-wanu, přičemž argumentuje tím, že Tchaj-wan je již nezávislý, a posilování vztahů se Spojenými státy americkými a dalšími liberálními demokraciemi.

## Mládí a kariéra
Laj se narodil 6. října 1958 do dělnické rodiny ve Wan-li, venkovském pobřežním městě na severu okresu Tchaj-pej (nyní Nová Tchaj-pej). Jeho otec zemřel 8. ledna 1960 na otravu oxidem uhelnatým při práci v uhelných dolech ve Wan-li. Jeho matka ho a jeho pět sourozenců vychovávala jako samoživitelka.
Základní školní docházku absolvoval v Tchaj-peji. Studoval jak na Národní univerzitě Čcheng-kung v Tchaj-nanu, tak na Národní tchajwanské univerzitě v Tchaj-peji, kde se specializoval na rehabilitaci. Poté získal magisterský titul na Harvard School of Public Health v oboru veřejného zdraví a absolvoval stáž v Národní univerzitní nemocnici Čcheng-kung. Stal se expertem na poškození míchy a sloužil jako národní konzultant pro taková zranění.

## Legislativní kariéra
Po působení v podpůrném týmu neúspěšného kandidáta na guvernéra provincie Tchaj-wan Čchen Ting-nana v roce 1994, se rozhodl sám vstoupit do politiky. Další příležitostí pro zvolení do národního orgánu byly v roce 1996 volby do Národního shromáždění, kde získal křeslo zastupující město Tchaj-nan. Poté se připojil k frakci Nový příliv a v roce 1998 kandidoval ve volbách do Legislativního dvora, kde zastupoval Demokratickou progresivní stranu ve druhém okrsku města Tchaj-nan. V těchto volbách byl úspěšný a následně byl třikrát znovu zvolen v letech 2001, 2004 a 2008. Jako zákonodárce působil celkem 11 let a nevládní organizace Citizen Congress Watch se sídlem v Tchaj-peji mu čtyřikrát za sebou udělila titul „Nejlepší zákonodárce“.

## Starosta Tchaj-nanu (2010–2017)
S reorganizací obcí na Tchaj-wanu v roce 2010 byly město Tchaj-nan a okres Tchaj-nan sloučeny do jediné obce s názvem Tchaj-nan. Poté, co byl úspěšně vybrán v primárkách Demokratické pokrokové strany (DPP) v lednu 2010, kandidoval jako její kandidát ve volbách starosty dne 27. listopadu 2010 a se ziskem 60,41 % porazil kandidáta Kuomintangu Kchuo Tchien-cchaj. Do funkce nastoupil 25. prosince 2010.
Znovu kandidoval dne 29. listopadu 2014 proti Chuang Siou-šuang z Kuomintangu. Laj neplánoval mnoho aktivit a rozhodl se soustředit na starostovské povinnosti. Volby nakonec vyhrál o 45 procentních bodů.
Jako starosta odstoupil v září 2017 poté, co byl jmenován premiérem. V této funkci ho vystřídal Li Meng-jen.

## Premiér (2017–2019)

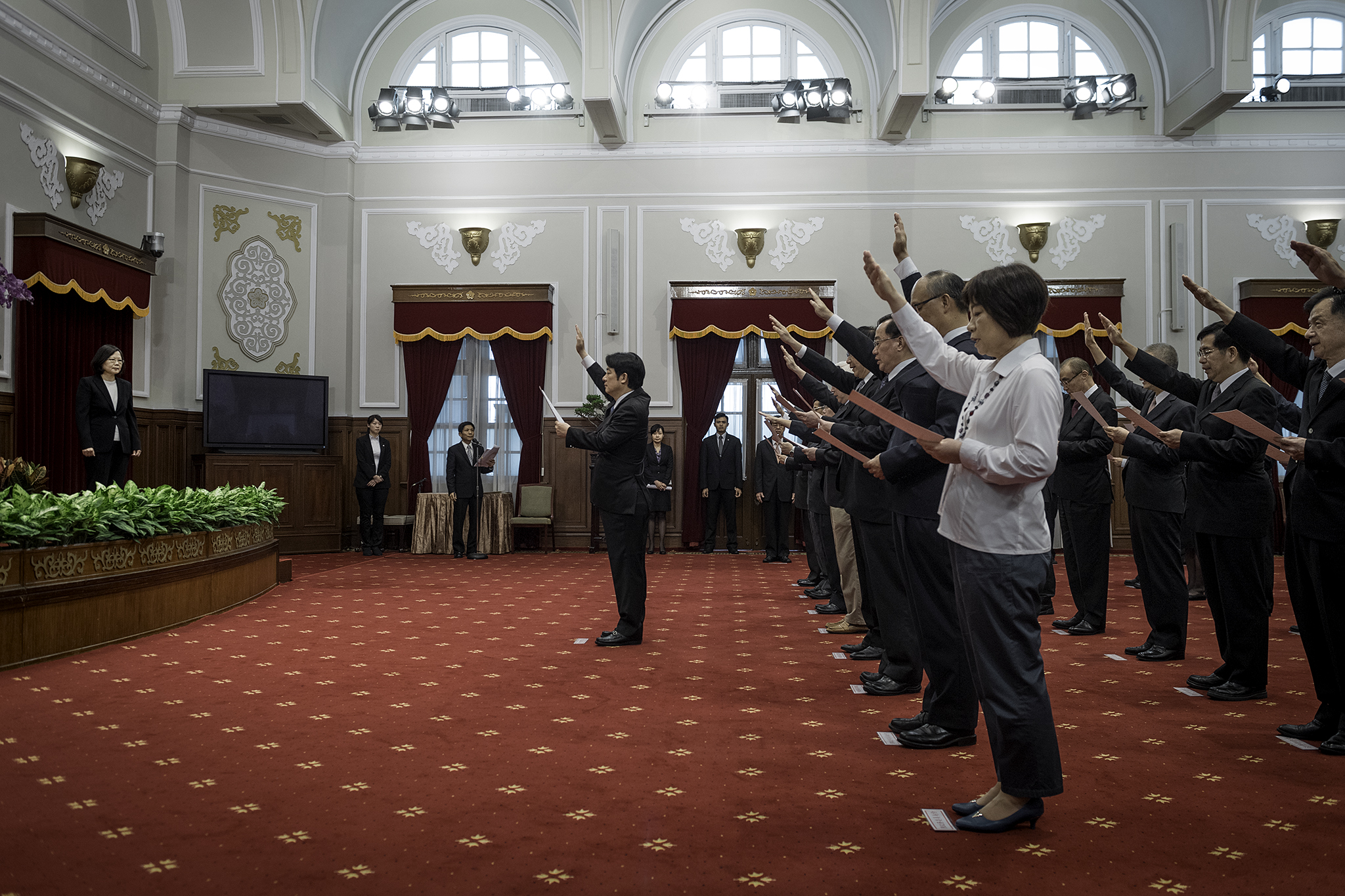
Premiér Laj Čching-te během slavnostního složení přísahy

V září 2017 předal premiér Lin Čchüan prezidentce Cchaj Jing-wen svou rezignaci, která byla přijata. Nedávný průzkum ukázal, že Lina podporovalo pouhých 28,7 % obyvatel, přičemž 6 z 10 respondentů bylo s výkonem jeho vlády nespokojeno. Dne 5. září prezidentka Cchaj na tiskové konferenci oznámila, že příštím šéfem Výkonného jüanu se stane Laj.
Laj se stal 49. premiérem Tchaj-wanu 8. září. Po jeho jmenování podpora Cchaj dosáhla 46 %, od srpna se zvedla o více než 16 procent. Laj se jako premiér poprvé objevil na veřejnosti na schůzi Legislativního dvora dne 26. září, kde prohlásil: „Jsem politický pracovník, který prosazuje nezávislost Tchaj-wanu“, ale že „Jsme již nezávislým suverénním národem zvaným Čínská republika. Nepotřebujeme samostatné prohlášení nezávislosti“. Zdá se, že zmírnil svůj postoj k tchajwanské nezávislosti, zejména když v červnu 2017 navrhl „být blízko Číny a zároveň milovat Tchaj-wan“. Řekl také, že si nepřeje kandidovat proti Cchaj Jing-wen v prezidentských volbách v roce 2020. Dne 28. září Nová strana vyzvala KMT, aby se k ní připojila v podání formální stížnosti na premiéra za pobuřování.

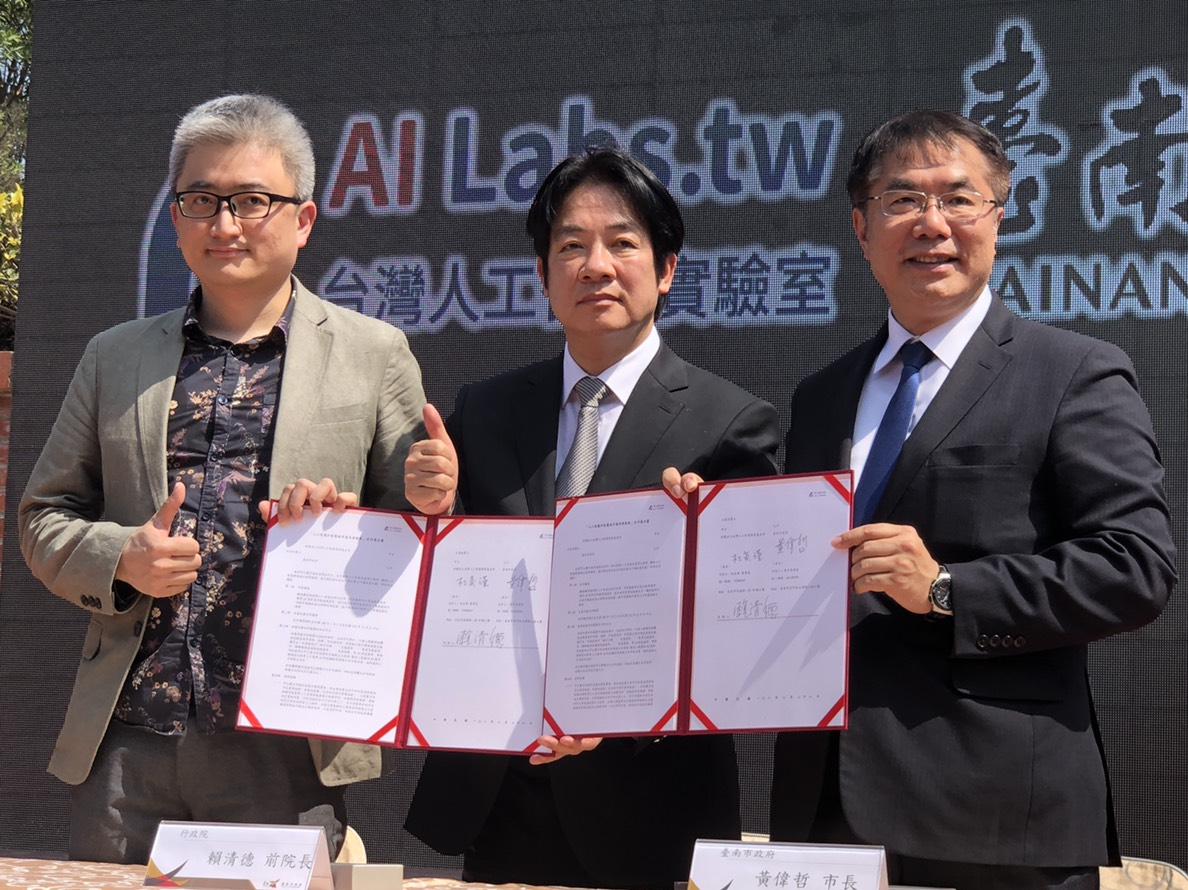
Laj Čching-te (uprostřed) s Ethanem Tu (vlevo) a Chuangem Wej-če (vpravo) v lednu 2019

V říjnu 2017 bylo oznámeno, že v průzkumu získal podporu 68,8 % respondentů, zatímco 23 % vyjádřilo nespokojenost. Kritici říkají, že jeho popularita nemusí vydržet, kvůli rychlé změně jeho názoru v otázce tchajwanské nezávislosti. Dne 20. října však v reakci na komentáře generálního tajemníka Si Ťin-pchinga k politice jedné Číny a konsensu z roku 1992 na 19. sjezdu Komunistické strany Číny řekl, že tchajwanská vláda v souladu se směrnicemi Cchaj Jing-wen, splní svůj slib, že nezmění status quo mezi oběma zeměmi a neustoupí před tlakem z Pekingu, který přichází v podobě vojenského zastrašování a mezinárodní blokády.
V listopadu 2018 předal prezidentce svou rezignaci poté, co byla vládnoucí DPP poražena v místních volbách. Laj souhlasil, že zůstane ve funkci, aby pomohl stabilizovat vládu, dokud nebude Legislativním dvorem v lednu 2019 schválen rozpočet. Jeho vláda odstoupila dne 11. ledna 2019 a novým premiérem byl jmenován Su Čen-čchang.

## První prezidentská kampaň (2019)
Dne 18. března 2019 se přihlásil do prezidentských primárek Demokratické pokrokové strany a řekl, že by mohl nést odpovědnost za vedení Tchaj-wanu při obraně před anexí Čínou. Bylo to poprvé v tchajwanské historii, kdy byl proti úřadujícímu prezidentovi postaven vážný vyzyvatel. Výsledky zveřejněné 13. června ukázaly, že Cchaj porazila Laje ziskem 35,67 % hlasů proti jeho 27,48 %, čímž se oficiálně stala prezidentskou kandidátkou DPP ve volbách v roce 2020.
V listopadu 2019 přijal nabídku prezidentky Cchaj Jing-wen, aby byl v prezidentských volbách v roce 2020 jejím viceprezidentem. Cchaj získala ve volbách přes 57 % hlasů, rekordních 8,17 milionů, a v roce 2020 zahájila své druhé funkční období.

## Viceprezidentství (2020–2024)

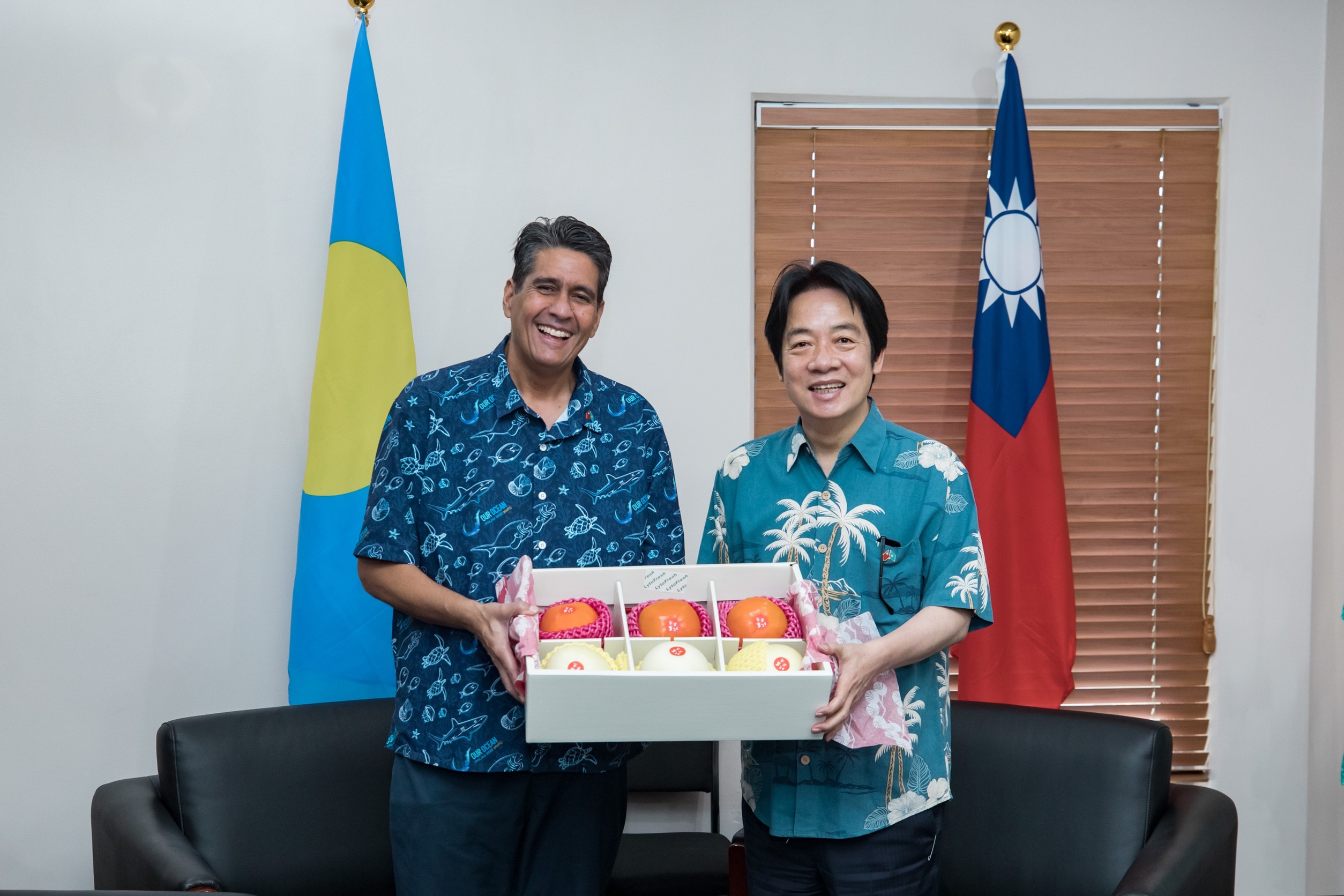
Laj si vyměňuje dárky s palauským prezidentem Surangelem Whippsem Jr. (vlevo) na oficiální návštěvě Palau v listopadu 2022

Během svého viceprezidentství byl jako zvláštní vyslanec prezidentky Cchaj Jing-wen v Hondurasu hostem na inauguraci prezidentky Xiomary Castrové v lednu 2022. Po atentátu na bývalého japonského premiéra Šinzó Abeho podnikl soukromou cestu do Tokia a stal se tak nejvyšším představitelem Tchaj-wanu, který navštívil Japonsko za posledních pět desetiletí. V listopadu 2022 vycestoval spolu se zástupci tchajwanských cestovních kanceláří a průmyslových asociací na Palau, kde se snažil o podporu spolupráce mezi těmito dvěma zeměmi.
V listopadu 2022 prezidentka Cchaj Jing-wen odstoupila po těžkých ztrátách strany v místních volbách z funkce předsedkyně DPP. Laj se oficiálně zaregistroval jako kandidát do voleb předsedy DPP v prosinci. Protože byl jediným kandidátem, stal se v roce 2023 novým předsedou DPP.

### Prezidentská kampaň 2024
V březnu 2023 se zaregistroval do prezidentských primárek DPP, a protože byl jediným kandidátem, byl v dubnu vládnoucí stranou oficiálně nominován. Dne 21. listopadu 2023 formálně zaregistroval svou kandidaturu spolu se svou kandidátkou na viceprezidentku Siao Mej-čchin u Ústřední volební komise. Vítězství vybojoval 13. ledna 2024. Bylo to poprvé, kdy jedna politická strana vyhrála tři prezidentská období po sobě od prvních přímých voleb v roce 1996.

## Prezident (2024-2028)
Dne 13. ledna 2024 byl více než 40 % hlasů zvolen prezidentem Tchaj-wanu. Inaugurován byl 20. května 2024.

## Politické názory
Laj byl považován za „velmi zeleného“ člena DPP a zastánce nezávislosti Tchaj-wanu. Od té doby svou pozici zmírnil a řekl, že není třeba vyhlásit nezávislost, protože „Tchaj-wan je již suverénní nezávislou zemí zvanou Čínská republika“. Obhajuje posílení vztahů Tchaj-wanu se Spojenými státy americkými a dalšími liberálními demokraciemi.

## Osobní život
Laj si v roce 1986 vzal Wu Mej-ťu. Wu pracovala pro Taipower a sídlila v Tchaj-nanu, dokud Laj nebyl zvolen starostou města a poté se přestěhovala do Kao-siungu. Manželé vychovali dva syny.